# Paradelphomyia (Oxyrhiza) chosenica
Paradelphomyia (Oxyrhiza) chosenica is een tweevleugelige uit de familie steltmuggen (Limoniidae). De soort komt voor in het Palearctisch gebied.